# National Ransom
Albums de Elvis Costello
Live at Hollywood High
(2010) —
National Ransom est un album studio d'Elvis Costello sorti le 25 octobre 2010 (le 2 novembre aux États-Unis) sur le label Hear Music. Il a été enregistré à Nashville et Los Angeles avec le producteur et l'auteur-compositeur américain T-Bone Burnett.
Parmi les musiciens présents sur l'album, on trouve les derniers groupes ayant accompagné Costello, The Imposters et The Sugarcanes, et des invités comme Vince Gill, Marc Ribot, Buddy Miller, et Leon Russell.
La couverture est de l'illustrateur de Maakies, Tony Millionaire.

## Liste des pistes
| No  | Titre                                     | Auteur                                 | Durée |
| --- | ----------------------------------------- | -------------------------------------- | ----- |
| 1.  | National Ransom                           | Elvis Costello                         | 4:05  |
| 2.  | Jimmie Standing in the Rain               | Costello                               | 4:15  |
| 3.  | Stations of the Cross                     | Costello                               | 4:58  |
| 4.  | A Slow Drag With Josephine                | Costello                               | 2:43  |
| 5.  | Five Small Words                          | Costello                               | 4:45  |
| 6.  | Church Underground                        | Costello                               | 5:02  |
| 7.  | You Hung the Moon                         | Costello                               | 3:55  |
| 8.  | Bullets for the New-Born King             | Costello                               | 3:35  |
| 9.  | I Lost You                                | Costello, Jim Lauderdale               | 2:56  |
| 10. | Dr. Watson, I Presume                     | Costello                               | 3:41  |
| 11. | One Bell Ringing                          | Costello                               | 3:37  |
| 12. | The Spell That You Cast                   | Costello                               | 2:32  |
| 13. | That's Not the Part of Him You're Leaving | Costello                               | 4:43  |
| 14. | My Lovely Jezebel                         | Costello, T-Bone Burnett, Leon Russell | 2:31  |
| 15. | All These Strangers                       | Costello, T-Bone Burnett               | 5:54  |
| 16. | A Voice in the Dark                       | Costello                               | 3:34  |
| 17. | I Hope Japanese CD only                   | Bobby Charles/Stan Lewis               |       |

### National Ransack EP
Téléchargement offert pour les commandes sur le site www.nationalransom.com.
| No | Titre                 | Durée |
| -- | --------------------- | ----- |
| 1. | Poor Borrowed Dress   | 2:32  |
| 2. | A Condemned Man       | 4:18  |
| 3. | Big Boys Cry          | 3:45  |
| 4. | I Don't Wanna Go Home | 3:00  |